# Keep the Faith (альбом Bon Jovi)
Keep the Faith — пятый студийный альбом американской рок-группы Bon Jovi, выпущенный 3 ноября 1992 года на лейбле Mercury Records. Keep the Faith — начало новой главы в истории Bon Jovi, в которой они отвернулись от глэм-метала в пользу хард-рока.

## История
Сразу после окончания турне в поддержку альбома New Jersey, группа взяла отпуск, во время которого Джон Бон Джови написал саундтрек для фильма Молодые стрелки 2, который был выпущен в 1990 году как альбом Blaze of Glory, а Ричи Самбора выпустил свой первый сольный альбом под названием Stranger in This Town. К этому времени, Джон Бон Джови уволил своего давнего менеджера, Дока МакГи, и создал Bon Jovi Management. Джон решил взять на себя более важную роль и больше обязанностей в группе. Группа вскоре стала корпорацией во главе с Джоном.
В октябре 1991 года группа поехала в Сент-Томас, чтобы обсудить планы; проблемы группы были решены и они уже были готовы вернуться на музыкальную сцену. Судя по интервью с Джоном Бон Джови на Keep the Faith: The Videos, оригинальным названием альбома было «Revenge». В январе 1992 года группа поехала в Ванкувер для записи альбома. Они записывались шесть месяцев с продюсером Бобом Роком. Keep the Faith был выпущен в октябре 1992 года. Музыкальные вкусы поменялись за 4 года между New Jersey и Keep the Faith. Несмотря на интерес индустрии и зрителей к гранжу, звук Bon Jovi изменился для работы на музыкальной сцене 1990-х, и их образ тоже менялся. Перед тем, как группа воссоединилась в студии, Джон Бон Джови провёл лето 1991 анонимно, ездя на своём мотоцикле по местам вроде Аризоны, приобретая опыт, который вдохновил его на написание «Dry County» и «Bed of Roses». Позже он сказал, что «Я бы не смог написать песни вроде „Bed of Roses“ или „Dry County“ пять лет назад.»
Сингл «Keep the Faith» был выпущен до выхода альбома вместе с песней «I Wish Everyday Could Be Like Christmas», которая была выпущена как B-Side.
Альбом также стал финальным появлением Алека Джона Сача, так как он не записывал бас-партии в следующем альбоме, сборнике хитов Bon Jovi «Cross Road».

## Приём
Keep the Faith был выпущен в ноябре 1992. Альбом был продан в количестве 2 миллионов копий в США, занял 5 место на Billboard 200 и провёл в чарте 49 недель. В альбоме три хита, попавших в Топ-40. «Keep the Faith» заняла 1 место в чарте Billboard Mainstream Rock Tracks, «Bed of Roses» попала в Топ-10 на Billboard Hot 100, а «In These Arms» — в Топ-40.
В Великобритании реакция была впечатляющей. Keep the Faith дебютировал на 1 месте и провёл 24 недели в Топ-20. Keep the Faith провела 70 недель внутри Топ-75 UK Albums Chart. Все шесть синглов из альбома попали в Топ-20, три из которых — в Топ-10. Keep the Faith также был очень успешен в Канаде, Германии, Австралии, Японии, и хорошо продавался в Азии и Южной Америке, двух растущих музыкальных рынках. На данный момент альбом был продан в количестве 12 миллионов копий по всему миру.

## Список композиций
| №                   | Название                                                        | Автор(ы)                   | Длительность |
| ------------------- | --------------------------------------------------------------- | -------------------------- | ------------ |
| 1.                  | «I Believe»                                                     | Бон Джови                  | 5:48         |
| 2.                  | «Keep the Faith»                                                | Бон Джови, Самбора, Чайлд  | 5:46         |
| 3.                  | «I'll Sleep When I'm Dead»                                      | Бон Джови, Самбора, Чайлд  | 4:43         |
| 4.                  | «In These Arms»                                                 | Бон Джови, Самбора, Брайан | 5:19         |
| 5.                  | «Bed of Roses»                                                  | Бон Джови                  | 6:34         |
| 6.                  | «If I Was Your Mother»                                          | Бон Джови, Самбора         | 4:27         |
| 7.                  | «Dry County»                                                    | Бон Джови                  | 9:52         |
| 8.                  | «Woman In Love»                                                 | Бон Джови                  | 3:48         |
| 9.                  | «Fear»                                                          | Бон Джови                  | 3:06         |
| 10.                 | «I Want You»                                                    | Бон Джови                  | 5:36         |
| 11.                 | «Blame It On The Love Of Rock & Roll»                           | Бон Джови, Самбора         | 4:24         |
| 12.                 | «Little Bit Of Soul»                                            | Бон Джови, Самбора         | 5:44         |
| 13.                 | «Save A Prayer» (Бонус-трек на европейском и японском изданиях) | Бон Джови, Самбора         | 5:57         |
| 14.                 | «Starting All Over Again» (Бонус-трек на японском издании)      | Бон Джови, Самбора         | 3:44         |
| Общая длительность: | Общая длительность:                                             | Общая длительность:        | 72:55        |

На некоторых изданиях с двумя CD название трека «Dry County» написано с ошибкой — «Dry Country».
| №   | Название                                                                | Длительность |
| --- | ----------------------------------------------------------------------- | ------------ |
| 13. | «Keep the Faith» (Live @ Театр Каунт Бейси, Рэд Бэнк, Нью-Джерси, 1992) |              |
| 14. | «In These Arms» (Live @ Театр Каунт Бейси, Рэд Бэнк, Нью-Джерси, 1992)  |              |
| 15. | «Blaze of Glory» (Live @ Театр Каунт Бейси, Рэд Бэнк, Нью-Джерси, 1992) |              |
| 16. | «I’ll Be There For You» (Live @ Лейкленд, Флорида, 1989)                |              |
| 17. | «Lay Your Hands On Me» (Live @ Стадион Giants, Ист-Рутерфорд, 1989)     |              |
| 18. | «Bad Medicine» (Live @ Арена Майами, Флорида, 1993)                     |              |
| 19. | «Bed of Roses (acoustic)» (Live @ Арена Майами, Флорида, 1993)          |              |
| 20. | «Never Say Goodbye (acoustic)» (Live @ Арена Майами, Флорида, 1993)     |              |

| №   | Название                          | Длительность |
| --- | --------------------------------- | ------------ |
| 13. | «Keep the Faith» (Live)           |              |
| 14. | «I'll Sleep When I'm Dead» (Live) |              |

### Латиноамериканское издание
На некоторых Латиноамериканских изданиях 5 дорожка «Bed of Roses» заменена на «Cama de Roses» (испанскую версию «Bed of Roses»).

## Видео-релизы
- Keep the Faith: An Evening With Bon Jovi
- Keep the Faith: The Videos

## Участники записи
| - Джон Бон Джови — главный вокал, гитара - Ричи Самбора — гитара, бэк-вокал - Алек Джон Сач — бас-гитара, бэк-вокал - Тико Торрес — барабаны, ударные - Дэвид Брайан — клавишные, бэк-вокал | - Боб Рок — продюсер, сведение - Джордж Марино — мастеринг - Рэнди Стоб — звукорежиссёр, сведение - Оби О’Брайн — звукорежиссёр - Гэри Плэтт — звукорежиссёр - Брайан Доббс — ассистент звукорежиссёра - Грег Голдман — ассистент звукорежиссёра - Даррен Гран — ассистент звукорежиссёра - Эд Коренго — ассистент звукорежиссёра - Джим Лавински — ассистент звукорежиссёра - Ульрих Уайлд — ассистент звукорежиссёра |

## Чарты

### Альбом
| Чарты          | Позиция |
| -------------- | ------- |
| Австралия      | 1       |
| Австрия        | 2       |
| Финляндия      | 1       |
| Германия       | 2       |
| Венгрия        | 3       |
| Япония         | 3       |
| Норвегия       | 7       |
| Швеция         | 3       |
| Швейцария      | 3       |
| Нидерланды     | 3       |
| Великобритания | 1       |
| США            | 5       |